# 波氏緋鯉
波氏緋鯉為輻鰭魚綱鱸形目鱸亞目鬚鯛科的其中一種，分布西印度洋區，從紅海至阿曼南部海域，棲息深度18-100公尺，體長可達19公分，生活在沙泥底質海域，屬肉食性，以底棲無脊椎動物為食。